# Vínculo materno

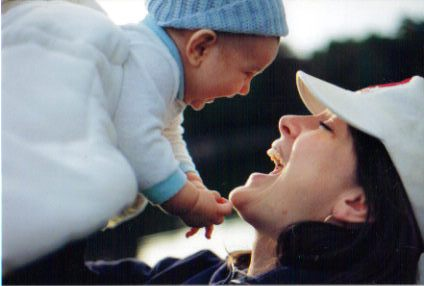
Una madre humana sostiene a su hijo.

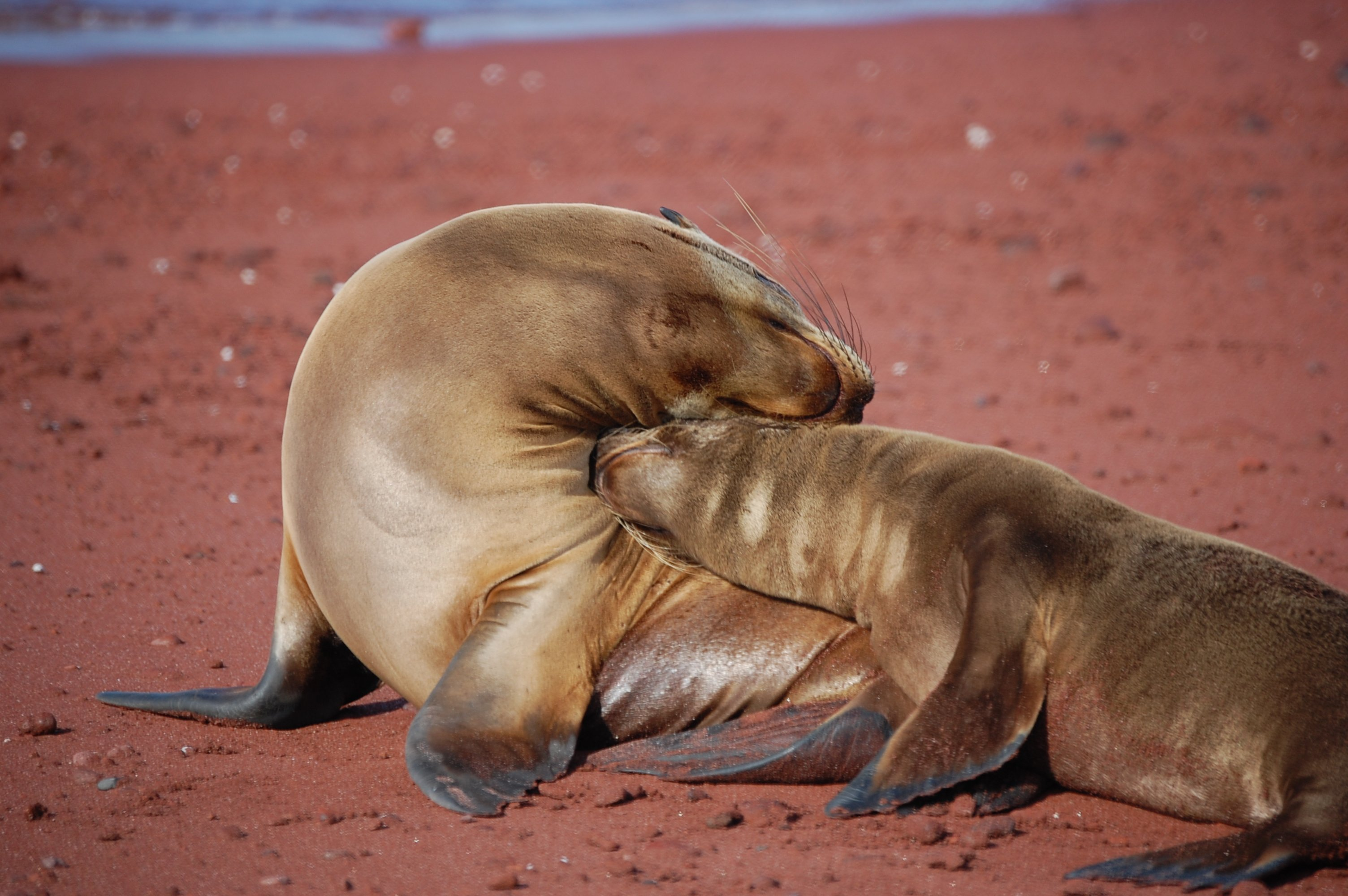
Madre de león marino y cachorro.

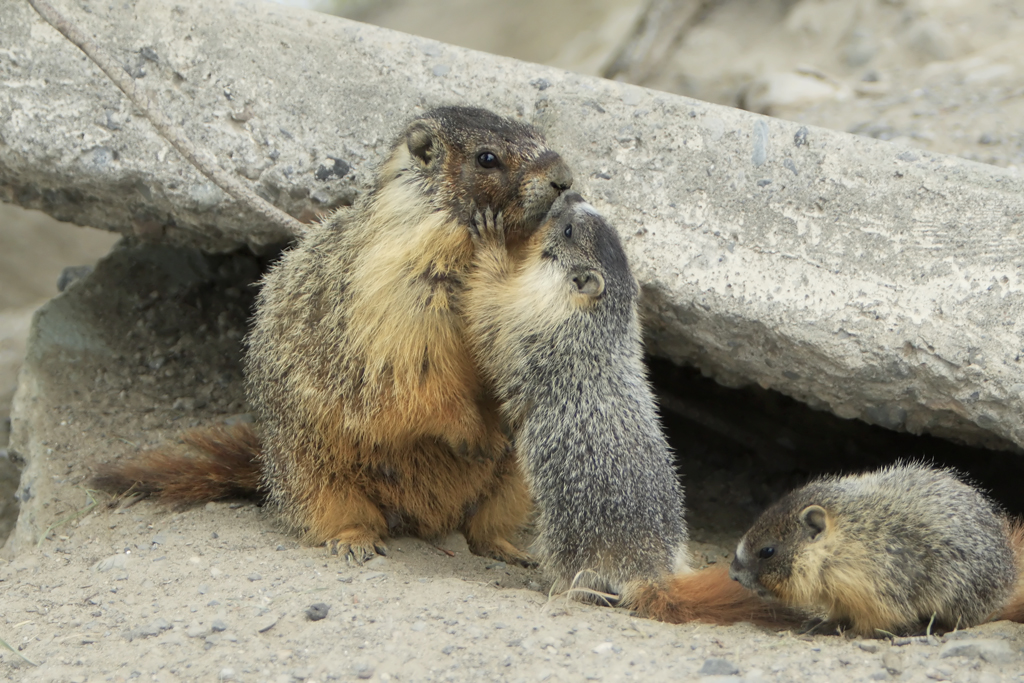
Una madre marmota de vientre amarillo besando a su cachorro.

El vínculo materno es la relación entre la madre y su hijo. Aunque los vínculos maternos se asocian típicamente con el embarazo y el parto humanos, también pueden formarse en situaciones en las que los niños no están relacionados biológicamente, como por ejemplo mediante la adopción.
Tanto los factores físicos como los emocionales influyen en el curso de la relación madre-hijo. En el trastorno de ansiedad por separación, un niño se vuelve temeroso y nervioso cuando está lejos de sus seres queridos, generalmente padres u otros cuidadores. Las nuevas madres no siempre sienten un amor inmediato por sus hijos. En cambio, la conexión puede fortalecerse con el tiempo o no desarrollarse. Los vínculos pueden tardar horas, días, semanas o meses en formarse.

## El embarazo
El vínculo materno entre una mujer y su hijo biológico suele comenzar a desarrollarse durante el embarazo humano. La mujer embarazada adapta su estilo de vida a las necesidades del bebé en desarrollo. Alrededor de las semanas 18 a 25, la madre comienza a sentir que el feto se mueve. De manera similar a ver a su hijo por primera vez en una ecografía, esta experiencia generalmente lleva a la madre a sentirse más apegada a su hijo.
El feto en desarrollo tiene cierta conciencia de los latidos del corazón y la voz de la madre y tiene la capacidad de responder al tacto o al movimiento. Hacia el séptimo mes de embarazo, dos tercios de las mujeres reportan un fuerte vínculo materno con su hijo por nacer.
Es posible que algunas madres que no deseaban el embarazo no tengan una relación cercana con el niño. Tienen más probabilidades de sufrir depresión posparto u otros problemas de salud mental y menos probabilidades de amamantar.

## Parto
El parto es una experiencia que puede fortalecer el vínculo madre-hijo. Factores como un parto traumático, la infancia de la madre, el estrés médico, la falta de apoyo y la influencia de un cónyuge o pareja pueden debilitar el vínculo.
La teoría del vínculo emocional apareció por primera vez a mediados de la década de 1970, y en la década de 1980 se había convertido en un fenómeno aceptado. Pronto, el proceso fue analizado y examinado hasta el punto de crear otro término: vínculo deficiente.

## Oxitocina
La producción de oxitocina durante el parto y la lactancia aumenta la actividad parasimpática. Por tanto, en teoría la ansiedad se reduce. Se dice que la circulación materna de oxitocina predispone a las mujeres a vincularse y mostrar un comportamiento de vinculación, aunque esto ha sido cuestionado.
También se cree firmemente que la lactancia materna fomenta el vínculo a través del tacto, la respuesta y la mirada mutua.

## Ansiedad por separación materna
A partir de los 9 a 10 meses de edad, cuando los bebés comienzan a gatear, y luego, cuando comienzan a caminar, alrededor de los 12 meses de edad, comienzan a desarrollar capacidades para explorar físicamente el mundo lejos de su madre. Estas capacidades traen consigo ansiedad por separación a medida que el bebé se vuelve más vulnerable lejos de la madre. Este desarrollo motor recién adquirido es paralelo a la curiosidad intelectual, el desarrollo cognitivo y del lenguaje de los bebés a medida que comienzan a señalar y nombrar, y a prestar atención conjunta con las madres a su entorno a partir de los 9 a 10 meses. La mayoría de los padres agradecen estas exploraciones y esta mayor independencia. Sin embargo, en el contexto de depresión materna, trauma o vínculo perturbado en sus primeros años de vida, algunas madres tienen dificultades significativas para tolerar la exploración y/o la ansiedad del bebé.
Esta ansiedad aumenta cuando los bebés y los niños pequeños se sienten amenazados o hacen referencia social a sus madres para tranquilizarlos. Las investigaciones afirmaron que las madres, por ejemplo, con antecedentes de exposición a la violencia y estrés postraumático muestran menos actividad en la corteza prefrontal medial, un área del cerebro que ayuda a templar y contextualizar las respuestas de miedo y, por lo tanto, probablemente no puedan extinguir las suyas propias al ver una escena de separación de madre e hijo grabada en vídeo en un escáner de imágenes por resonancia magnética.

## Ansiedad por separación infantil
Inevitablemente, los niños que rara vez han sido separados de su madre se vuelven ansiosos cuando están separados por períodos prolongados. Esto se experimenta más comúnmente al comenzar a asistir a la escuela. La ansiedad por separación puede hacer que los niños no puedan estar abiertos a nuevas experiencias, como asistir a la escuela con regularidad. Existe una relación entre la ansiedad por separación infantil y el rechazo escolar.
Más adelante en la vida, esta ansiedad puede reaparecer si las madres tienen que dejar su unidad familiar para trabajar. En ambos casos, la ansiedad del niño (y la de los padres) puede reducirse mediante la preparación, es decir, preparando al niño para la experiencia antes de que ocurra y creando y manteniendo el diálogo y la conexión entre el padre ausente y el niño durante la separación. Muchos niños pueden experimentar dicha ansiedad de diversas formas. La ansiedad por separación infantil puede ser un comportamiento aprendido que puede ocurrir con el tiempo a partir de miedos innatos.